# Instituto Brasileiro de Ação Democrática

Ação Democrática, publicação do IBAD

Instituto Brasileiro de Ação Democrática (IBAD) foi uma organização (think tank) anticomunista fundada em maio de 1959, por Ivan Hasslocher. Ao lado dele, vários empresários – tais como Gilbert Huber Jr., Glycon de Paiva e Paulo Ayres Filho – fariam parte dessa organização e da sua entidade-irmã, o Instituto de Pesquisas e Estudos Sociais (IPES), constituída dois anos e meio depois.
Em entrevista concedida em 1998 à Folha de S.Paulo, o general reformado Hélio Ibiapina revelou que o IBAD possuía ligações com a Agência Central de Inteligência (CIA) estadunidense e que ele foi encarregado, pelo então Presidente da República, general Castelo Branco, de confirmar a veracidade dessa informação. O Instituto acabou sendo extinto em dezembro de 1963, por ordem judicial, sendo integrado ao Serviço Nacional de Informações (SNI) do Brasil.

## Motivos
O financiamento para a criação do IBAD se deu a partir de contribuições de empresários brasileiros e estadunidenses. A finalidade inicial era combater o estilo populista de Juscelino Kubitschek (JK) e os possíveis vestígios da influência do comunismo no Brasil.
O objetivo do IBAD era influenciar os debates econômico, político e social do País, por meio da ação publicitária e política. Para dar apoio publicitário ao IBAD, foi criada, por Hasslocher, a agência de propaganda Incrementadora de Vendas Promotion[carece de fontes?]. Esta era subsidiária daquele instituto, financiada por capital estadunidense. Os métodos utilizados pela agência foram herdados do Office of the Coordinator of Inter-American Affairs (OCIAA).[carece de fontes?]

## ADEP
O IBAD criou e incentivou com "fins explicitamente eleitorais" a Ação Democrática Popular (ADEP), cuja função era direcionar capital e financiar os candidatos contrários a João Goulart e anticomunistas em geral, que concorreriam às eleições legislativas e para o governo de 11 estados.

## Atuação
O IBAD e o Instituto de Pesquisas e Estudos Sociais (IPES) financiaram, produziram e difundiram uma grande quantidade de programas de radiofônicos, de televisão e matérias nos jornais, permeada por conteúdo anticomunista. As duas entidades contribuíram decisivamente na oposição ao governo de João Goulart, fator crucial para o êxito do Golpe Militar de 1964. Muitas das radionovelas, filmes de cinema e programas de televisão da época tinham mensagens explícitas e implícitas a favor da absorção pelos brasileiros dos valores estadunidenses.

## CPI - INTERPOL
Em 1962, o financiamento estrangeiro e a participação ostensiva do IBAD e suas subsidiárias na campanha eleitoral despertaram suspeitas no Congresso Nacional brasileiro. Chegou-se a sugerir a abertura de uma Comissão Parlamentar de Inquérito (CPI) sobre esse assunto, mas a ideia não foi adiante. Em 1963, a CPI foi finalmente instalada.
A CPI do IBAD tomou centenas de depoimentos e apurou denúncias de doações ilegais. Descobriu-se que boa parte da documentação da entidade havia sido queimada pouco antes do início da investigação. Todavia, o que restou permitiu constatar que o financiamento do IBAD provinha principalmente de empresas estadunidenses.

## A transformação do IBAD viés INTERPOL
Com base em informações apuradas pela CPI, em agosto de 1963, o então Presidente da República João Goulart determinou que as atividades do IBAD fossem suspensas por três meses. O prazo foi prorrogado por mais três meses e, finalmente, em 20 de dezembro de 1963, o IBAD e a ADEP foram dissolvidos por ordem judicial.
Nesse ínterim, ex-membros do IBAD continuaram a gozar de grande influência durante o Regime Militar, particularmente na área econômica, pelas características desenvolvidas no governo de 1955-1960 anticomunista.